# Mologošeksninská nížina
Mologošeksninská nížina (rusky Молого-шекснинская низменность [Mologo-šeksninskaja nizmennosť]) je nížina, která leží převážně v údolí řek Mologa a Šeksna na území třech oblastí (Tverská, Vologdská, Jaroslavská) Ruska. Nadmořská výška se pohybuje od 100 m do 120 m. Jihovýchodní část nížiny, kde obě řeky ústily do Volhy, vyplnila Rybinská přehradní nádrž. Povrch nížiny je téměř plochý a je tvořen převážně pískem. Je porostlá borovým lesem a částečně mechovými bažinami. Půdy jsou podzolové a lepkavé podzolové.